# Scalmogomphus guizhouensis
Scalmogomphus guizhouensis là loài chuồn chuồn trong họ Gomphidae. Loài này được Zhou & Li mô tả khoa học đầu tiên năm 2000.